# 1198 Atlantis
Az 1198 Atlantis (ideiglenes jelöléssel 1931 RA) egy marsközeli kisbolygó. Karl Wilhelm Reinmuth fedezte fel 1931. szeptember 7-én, Heidelbergben.